# Паяла (комуна)
Комуна Паяла (швед. Pajala kommun) — адміністративно-територіальна одиниця місцевого самоврядування, що розташована в лені Норрботтен у північній Швеції. Зі сходу межує з Фінляндією.
Паяла 10-а за величиною території комуна Швеції. Адміністративний центр комуни — місто Паяла.

## Населення
Населення становить 6 289 чоловік (станом на вересень 2012 року). 
| Кількість населення комуни Паяла за 1970-2010 роки | Кількість населення комуни Паяла за 1970-2010 роки | Кількість населення комуни Паяла за 1970-2010 роки | Кількість населення комуни Паяла за 1970-2010 роки | Кількість населення комуни Паяла за 1970-2010 роки |
| -------------------------------------------------- | -------------------------------------------------- | -------------------------------------------------- | -------------------------------------------------- | -------------------------------------------------- |
| Рік                                                |                                                    |                                                    | Населення                                          |                                                    |
| 1970                                               | 1970                                               |                                                    | 10 752                                             | 10 752                                             |
| 1975                                               | 1975                                               |                                                    | 9 421                                              | 9 421                                              |
| 1980                                               | 1980                                               |                                                    | 8 763                                              | 8 763                                              |
| 1985                                               | 1985                                               |                                                    | 8 685                                              | 8 685                                              |
| 1990                                               | 1990                                               |                                                    | 8 424                                              | 8 424                                              |
| 1995                                               | 1995                                               |                                                    | 8 119                                              | 8 119                                              |
| 2000                                               | 2000                                               |                                                    | 7 480                                              | 7 480                                              |
| 2005                                               | 2005                                               |                                                    | 6 798                                              | 6 798                                              |
| 2010                                               | 2010                                               |                                                    | 6 282                                              | 6 282                                              |
| Джерело: SCB                                       |                                                    |                                                    |                                                    |                                                    |

## Населені пункти
Комуні підпорядковано 4 міські поселення (tätort) та низка сільських, більші з яких:
- Паяла (Pajala)
- Копріломболо (Korpilombolo)
- Юносуандо (Junosuando)
- Канґос (Kangos)
- Кайнуласярві (Kainulasjärvi)
- Саттаярві (Sattajärvi)
- Ареавара (Aareavaara)

## Міста побратими
Комуна підтримує побратимські контакти з такими муніципалітетами:
- Комуна Молсельв, Норвегія
- Коларі, Фінляндія
- Оленегорськ, Росія

## Галерея

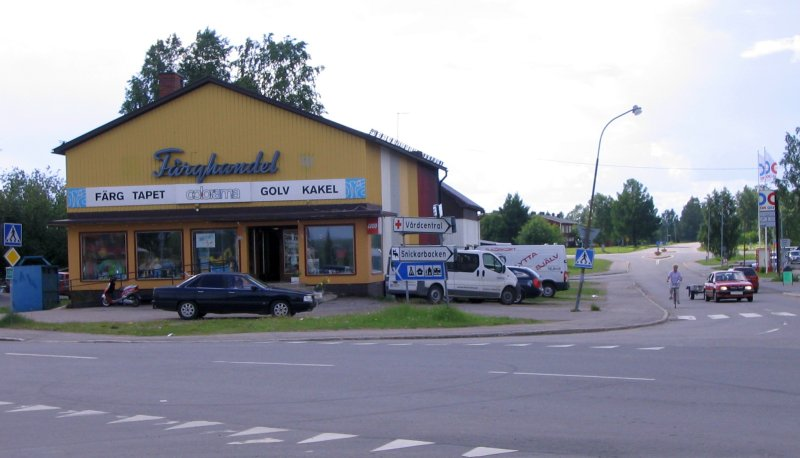
Паяла
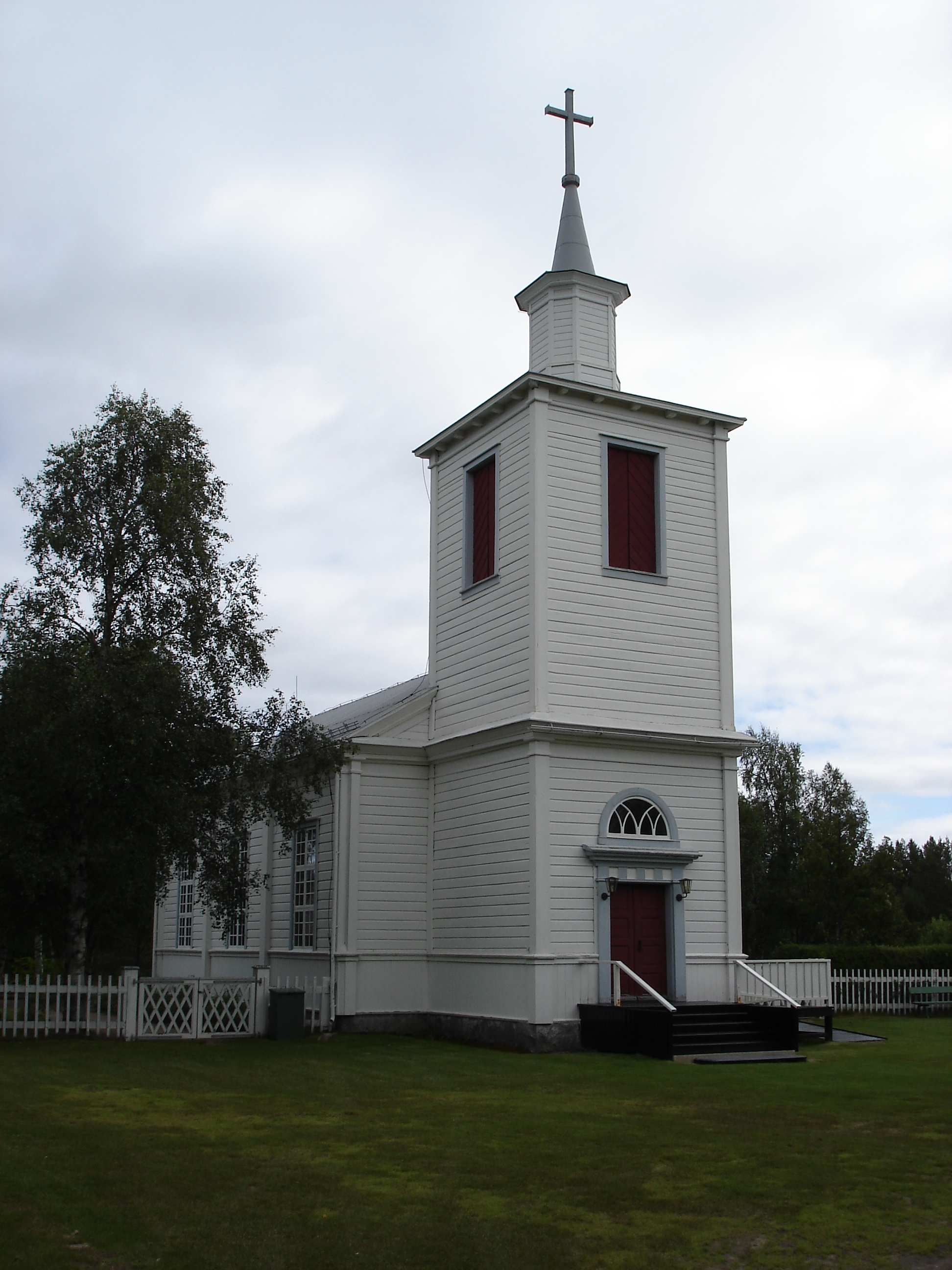
Церква (Муодоспомполо)
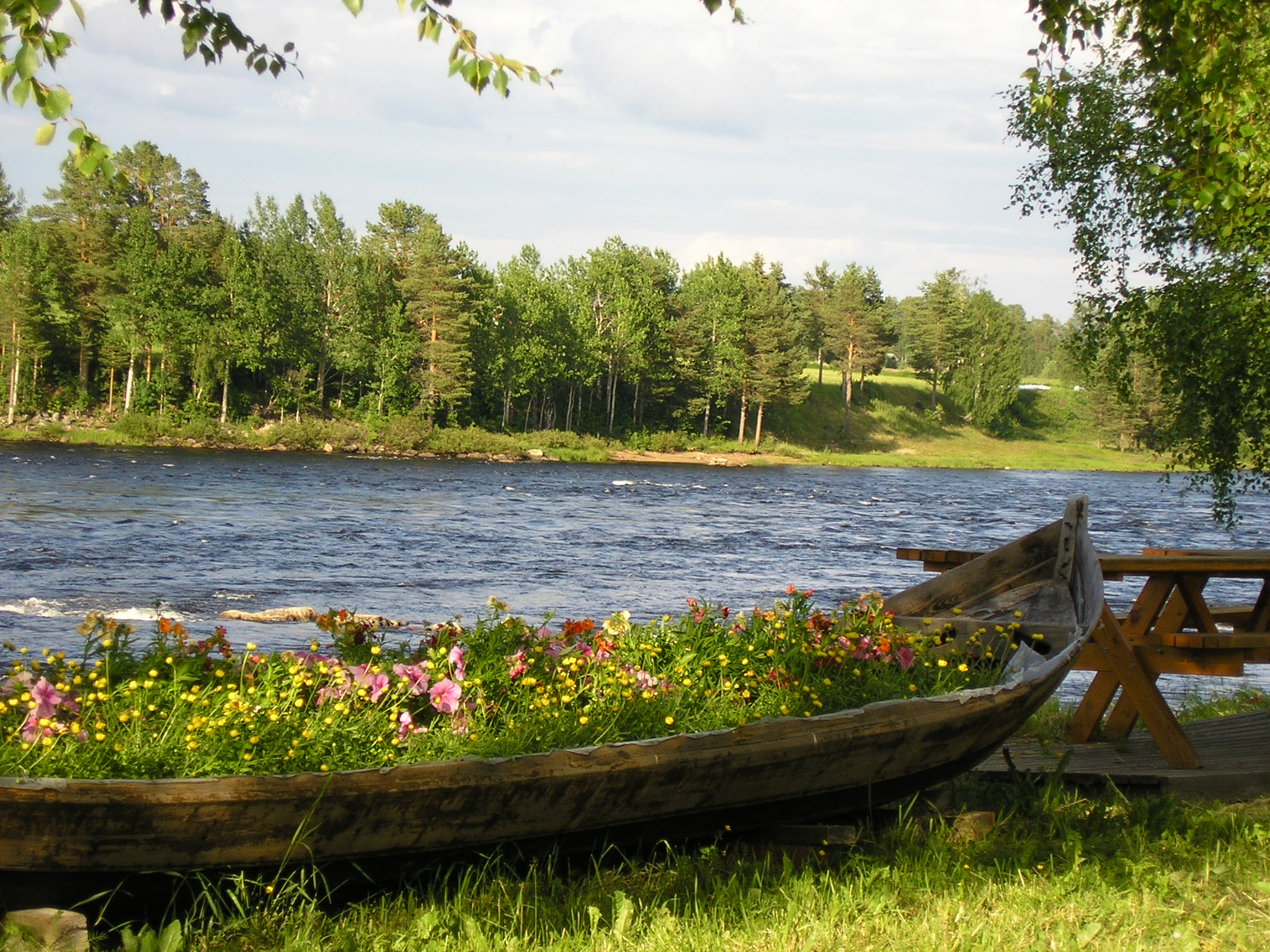
Річка Турнельв

## Виноски
1. ↑  https://sverigesradio.se/artikel/136764
2. ↑  https://sverigesradio.se/artikel/6831770
3. ↑  https://www.svt.se/nyheter/lokalt/norrbotten/wennberg-lamnar
4. 1 2 3  https://web.archive.org/web/20170307124004/http://www.pajala.se/Documents/Kallelser%20fullm%C3%A4ktige/Kf%202017-01-16.pdf
5. ↑  https://web.archive.org/web/20210516154430/https://www.pajala.se/kommun-politik-service/ledning-styrning-och-politik/den-politiska-organisationen/kommunstyrelsen/
6. ↑  https://www.svt.se/nyheter/lokalt/norrbotten/hon-blev-pajalas-nya-kommunalrad
7. ↑  https://gupea.ub.gu.se/bitstream/handle/2077/59835/gupea_2077_59835_1.pdf?sequence=1&isAllowed=y
8. ↑  https://gupea.ub.gu.se/handle/2077/59882
9. ↑  Folkmangd i riket, lan och kommuner (шв.) . Центральне бюро статистики Швеції. Архів оригіналу за 20 серпня 2013. Процитовано 13 лютого 2013.